# 立榮航空9091號班機事故
立榮航空9091號班機是立榮航空由台北松山往馬祖南竿的例行性航班。2021年5月10日上午，一架機身註冊編號B-17010的ATR72型客機在南竿機場執行降落程序時右側機輪擦撞跑道堤造成爆胎，隨後機長依照標準作業流程折返台北松山機場，這起事件並無任何人員傷亡。

## 事發經過
立榮航空9091航班原訂於08:30起飛，但是因南竿機場氣候條件不佳，延後至9:27從台北松山機場起飛，10:07於南竿機場準備執行進場落地程序時，卻發現飛機右側機輪出現異常，機長隨即依照標準作業流程採取原機折返措施，該架班機於11時07分安全返抵台北松山機場，全機包含飛行員2名、空服員2名，以及乘客70位，均平安；而相關事件也由相關部門通報民航局主管機關進行事件調查。
而事故意外的客機，由於受損嚴重，立榮航空經過評估，以不影響營運效能為由，不予以修復，並且報廢。

## 後續調查
依照國家運輸安全調查委員會針對本次事件做出的調查報告指出：當天的航機於南竿機場21號跑道執行非精確性進場時，跑道前方已有低雲或霧覆蓋，其最後進場階段正駕駛員因注意力集中在於駕駛艙內相關操作，對於航機相對位置失去警覺並逐漸失去掌控，未注意到航機高度已經接近跑道標高。而航機進入低雲，駕駛員無法保持全程目視的情況下，仍繼續以自動駕駛持續進場，而副駕駛也並未適時提醒或者呼叫重飛，待正駕駛發現決定實施重飛，因高度過低，在航機建立有效攀升率之前，航機尾部尾橇及主輪撞擊跑道外緣頂部，造成航機受到實質損害。
其他調查發現：
1. 南竿機場跑道頭標線之繪設位置、以及各項公布距離與民用機場設計暨運作規範要求不一致（目前南竿機場 03/21 跑道之跑道頭標線繪設位置無法提供規範所要求跑道頭前最小跑道端安全區長度）。
2. 事故前後南竿機場例行及特別天氣報告中測報疏雲 300 呎及靄，未包含受地形抬升至 21 跑道頭外側的海霧或低雲（雖不是導致此次事故之原因，然若能有相關輔助設備，或針對此類特殊天氣之觀測指引協助氣象員觀測及編報，將能增加駕駛員最後進場時對天氣狀況之警覺，並提升機場天氣報告的品質。）。

## 後續改善與建議
依照國家運輸安全調查委員會針對本次事件做出分別對立榮航空與交通部民用航空局給出了改善建議。
- 立榮航空公司的部分：

1. 強化安全監控，識別並防範當飛航組員偏離標準作業流程時，監控駕駛必須和操控駕駛彼此合作、提醒糾正，以降低其飛航安全風險。
2. 依照航空公司營運特性、型態，及安全資料分析建立，檢視並且強化可控飛行撞地（CFIT）建立起風險事故預防性措施，包含：相關危害的識別與控管、安全績效指標目標的訂立、飛航組員間危機風險意識的提升。

- 交通部民用航空局的部分：

1. 建議評估南竿機場，設置相關輔助設備或者訂立相關指引，提供氣象觀測員對於跑道端低雲或海霧編報的改善。
2. 檢討南竿機場之跑道端安全區及跑道公布距離，併檢視所屬各機場之相關配置是否有類似之情況。
3. 督導立榮航空強化相關安全監控以及效能的發揮。

## 外部連結
- Aviation Safety Network（页面存档备份，存于）